# 朝天椒
朝天椒（学名：Capsicum annuum var. conoides ‘Chao Tian Jiao’）又稱五彩辣椒、野山椒、山椒，原產於祕魯、墨西哥，是茄科辣椒的变种，为目前常见的食用辣椒之一。

## 形态
一年生草本；卵形叶片；圆柱形果实，先端尖，簇生于顶端，未成熟时有绿、白、紫等颜色，熟时为红色，其果实朝天生长，故得名“朝天椒”。朝天椒細小，但辣度高，表示辣度的史高維爾指標達到3萬至5萬，雖不及鳥眼辣椒，但高於墨西哥辣椒。

## 分布
朝天椒在大航海時代由美洲原產地被帶到歐洲、非洲和亞洲，目前已由人工栽培，在亞洲大陸的南北各地都有種植，是產量最高的其中一種辣椒。
在中國，有一種名為「天等指天椒」的中国地理标志产品，產於广西壮族自治区崇左市天等县。据當地检测，天等指天椒辣椒素含量是一般辣椒的155倍，热含量是一般辣椒的15倍，在中國有“天下第一辣”之名。

## 圖庫

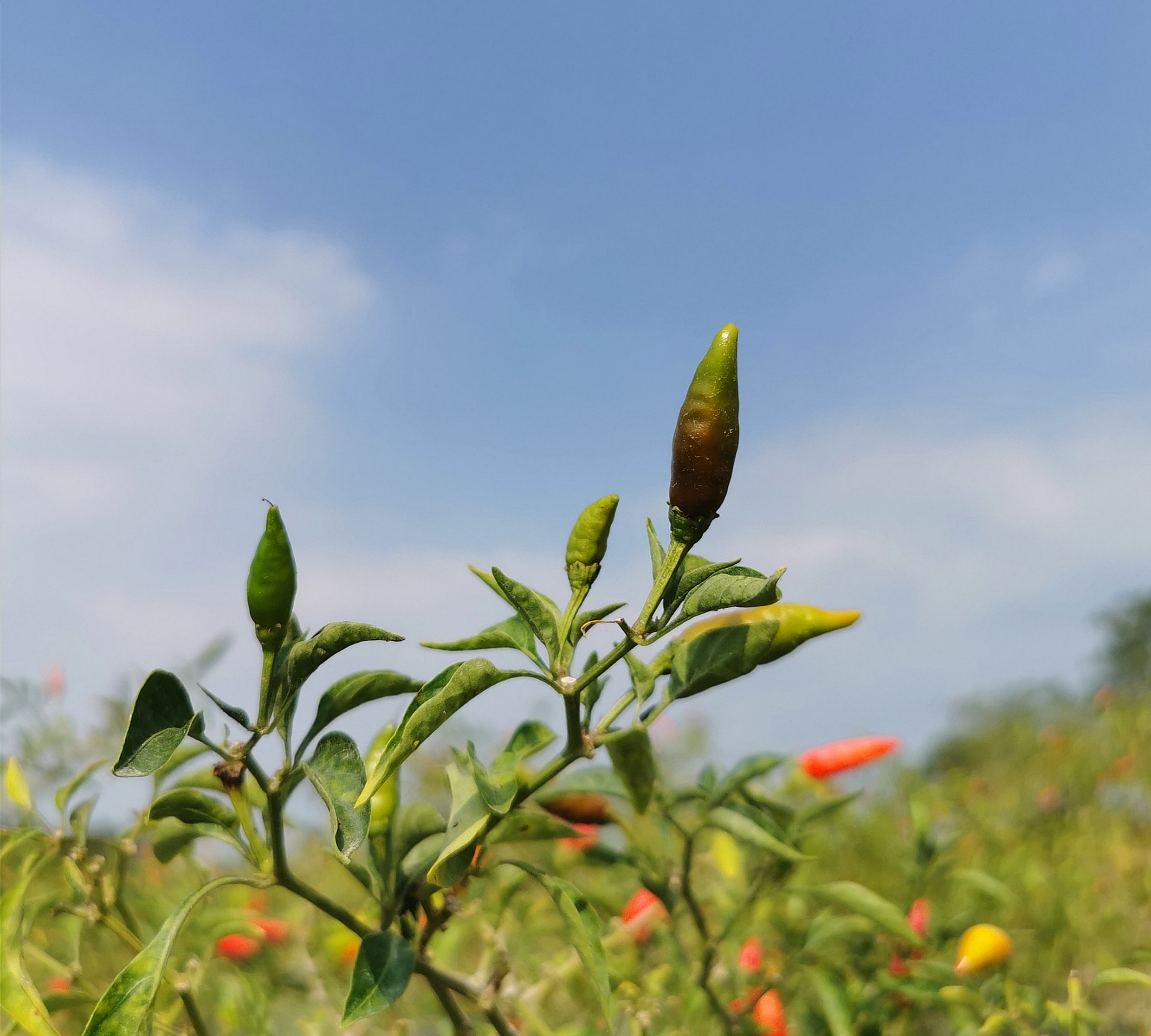
Capsicum annum L. var. fasciculatum Irish.
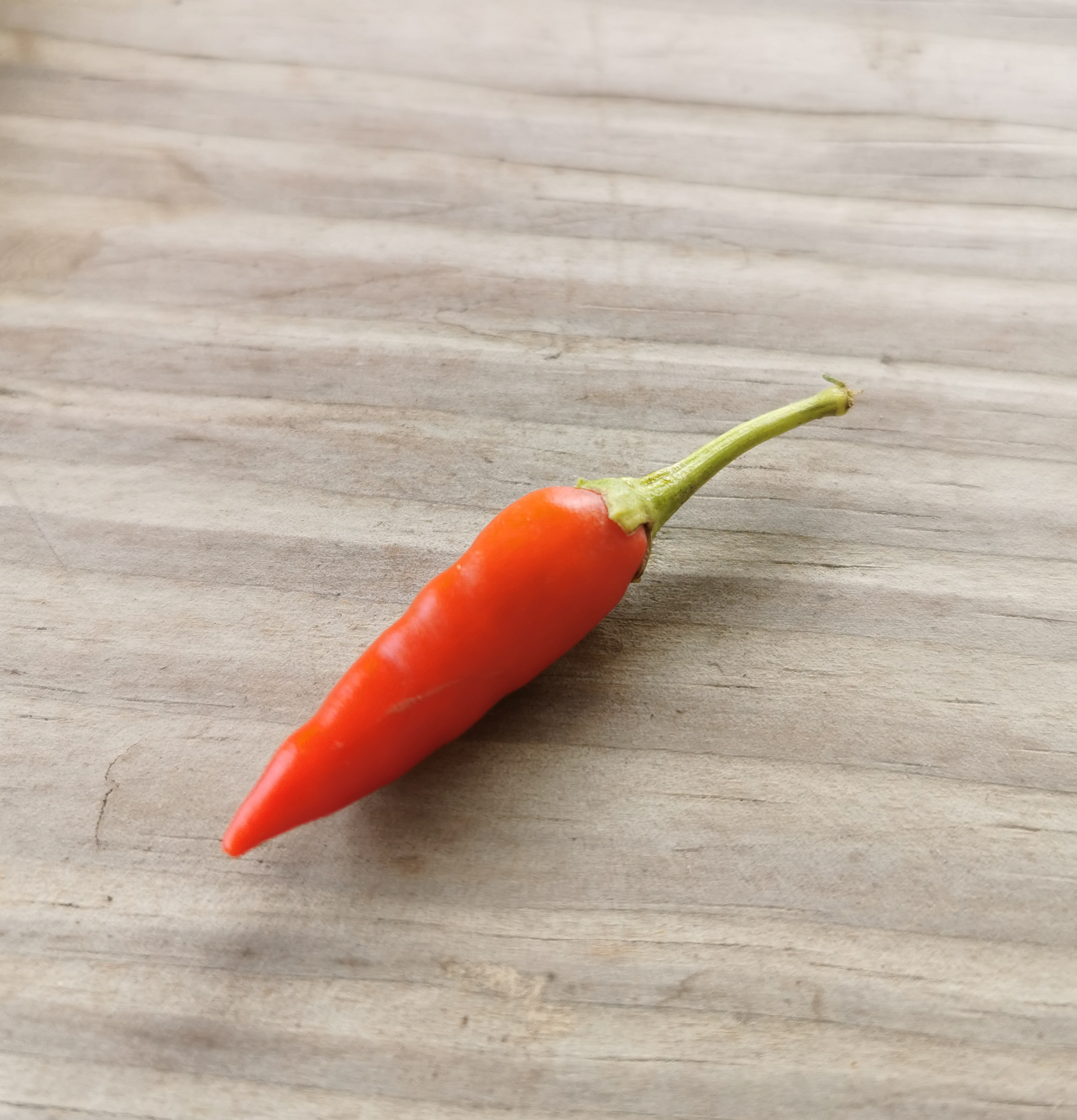
朝天椒果實
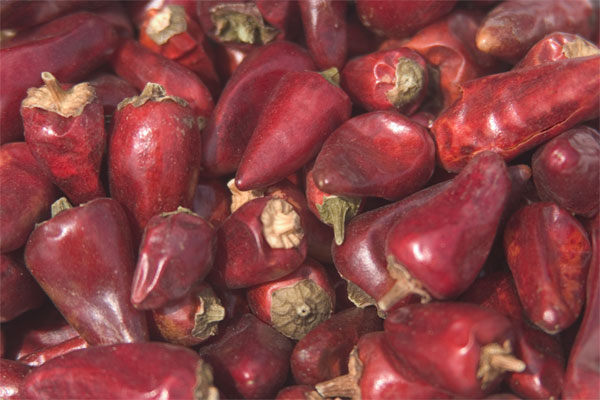
乾朝天椒